# Malyj Uran
Il Malyj Uran (in russo Малый Уран?, piccolo Uran) è un fiume della Russia europea sud-orientale, affluente di destra della Samara (bacino idrografico del Volga). Scorre nell'Oblast' di Orenburg, nei rajon Aleksandrovskij, Novosergievskij, Krasnogvardejskij e Soročinskij.
Nasce dai rilievi dell'Obščij Syrt e scorre dapprima in direzione nord-occidentale/occidentale, poi sud-occidentale, in un corso parallelo al Bol'šoj Uran. Sfocia nella Samara a 373 km dalla foce. Il fiume ha una lunghezza di 197 km, l'area del suo bacino è di 2 330 km².